# Гаљиопо (Козенца)
Гаљиопо је насеље у Италији у округу Козенца, региону Калабрија.
Према процени из 2011. у насељу је живело 100 становника. Насеље се налази на надморској висини од 386 м.